# البجهور
قرية البجهور هي إحدى القرى التابعة لمركز العدوة بمحافظة المنيا في جمهورية مصر العربية. حسب إحصاءات سنة 2006، بلغ إجمالي السكان في البجهور 5985 نسمة، منهم 3042 رجلا و2943 امرأة.